# Коуэн, Зелман
Сэр Зелман Коуэн (англ. Zelman Cowen, 7 октября 1919, Мельбурн, Австралийский Союз — 8 декабря 2011, Турак, штат Виктория, Австралия) — генерал-губернатор Австралии (1977—1982).

## Биография
Родился в еврейской семье Бернарда Коуэна и Сары Гранат (её родители — Харрис Гранат и Эстер Цивина — были уроженцами Могилёва). Харрис Гранат — родной брат Розалии Осиповны Гранат — матери А. И. Лурье. Участник Второй мировой войны, служил в Королевском австралийском военно-морском флоте. В 1947 году окончил Нью-Колледж (Оксфорд) со степенью бакалавра гражданского права.
- 1947—1950 годах — приглашенный лектор в Oriel College при Оксфордском университете, одновременно — юридический советник британского правительства в Германии,
- 1951—1966 годах — профессор публичного права, декан юридического факультета Университета Мельбурна. В этот период он также был приглашенным профессором в нескольких университетах США, включая Чикагский университет, университет Иллинойса и Вашингтонский университет. Он также был советником британских колониальных администраций в Гане и Гонконге.
- 1966—1970 годах — вице-канцлер Университета Новой Англии в Армидейл,
- 1970—1977 годах — вице-канцлер университета штата Квинсленд, Брисбен,
- 1976—1977 годах — верховный уполномоченный по законодательной реформе законодательства (Law Reform Commissioner of the Commonwealth of Australia),
- 1977—1982 годах — генерал-губернатор Австралии. На этом посту ему удалось восстановить репутацию генерал-губернаторов, подорванную его предшественником Джоном Керром. 15 ноября 1982 года присутствовал на похоронах Леонида Брежнева.
- 1982—1990 годах — ректор Oriel College,
- 1983—1988 годах — председатель ассоциации британской прессы.

В 1999 году в ходе дискуссии вокруг референдума по поводу установления республики в Австралии занимал умеренно-республиканскую позицию.